# Birger Christenson
Johan Birger Christenson (i riksdagen kallad Christenson i Södertälje), född den 1 juli 1875 i Håstad i Malmöhus län, död den 22 september 1966 i Södertälje, var en svensk rådman och riksdagspolitiker (högern).
Christenson avlade mogenhetsexamen på Katedralskolan i Lund 1893 och inskrevs därefter vid Lunds universitet där han avlade hovrättsexamen 1900. Efter tingstjänstgöring i Hallands mellersta domsaga blev han först stadsfogde (1903–1946) och sedan parallellt även rådman (1908–1947) i Södertälje. Han verkade också vid olika tillfällen som stadens tillförordnade borgmästare. Vidare var han vice auditör vid Södermanlands regemente 1908–1911.
Christenson var landstingsman i Stockholms län från 1918 och landstingets ordförande 1919–1927 samt vice ordförande 1939–1946. Han var vidare ledamot av riksdagens andra kammare 1925–1932, invald för Stockholms läns valkrets. Han var ordförande i luftförsvarsutredningen 1928–1931. Han hade även åtskilliga styrelse- och andra förtroendeuppdrag inom bland annat skol- och banksektorn.
Birger Christenson är begravd på Södertälje kyrkogård. Han gifte sig 1904 med Inga Berglöf (1877–1963), dotter till häradshövding Frans Berglöf och Augusta Carlquist. Paret fick tre söner och tre döttrar. Christensson var vidare farbror till revyförfattaren Karl-Ewert Christenson.